# 遊佐菅里インターチェンジ
遊佐菅里インターチェンジ（ゆざすがさとインターチェンジ）は、山形県飽海郡遊佐町藤崎簀垣下にある日本海東北自動車道のインターチェンジである。
当インターチェンジ(IC)は、酒田方面のみのハーフインターチェンジで建設され、当ICを含む酒田みなとIC - 遊佐鳥海IC間は、新直轄区間で整備が進められた。
計画および建設時の正式名称が決定するまでの仮称は、遊佐十里塚IC（ゆざじゅうりづかインターチェンジ）であった。

## 歴史
- 2020年（令和2年）10月29日 : IC名称が「遊佐十里塚IC（仮称）」から「遊佐菅里IC」に正式決定[5]。
- 2024年（令和6年）3月23日 : 遊佐比子IC - 遊佐鳥海IC間開通に伴い、供用開始[6][7]。

## 接続する道路
- 直接接続
  - 国道7号[1][2]

## 隣
E7 日本海東北自動車道
(21) 遊佐比子IC - (22) 遊佐菅里IC - (23) 遊佐鳥海IC